# Каррерас, Жофре
Жофре Каррерас Пажес (исп. Jofre Carreras Pagès; род. 17 июня 2001, Жирона, Каталония) — испанский футболист, полузащитник клуба «Эспаньол».

## Клубная карьера
Каррерас — воспитанник клубов «Жирона» и «Эспаньол». В 2019 году он дебютировал за дублирующий состав последних. 27 сентября 2020 года в матче против «Овьедо» он дебютировал в Сегунде. По итогам сезона игрок помог клубу выйти в элиту. 31 декабря 2021 года в матче против «Валенсии» он дебютировал в Ла Лиге. В 2022 году Каррерас на правах аренды перешёл в «Мирандес». В матче против «Алавеса» он дебютировал за новую команду. 12 марта 2023 года в поединке против хихонского «Спортинга» Жофре забил свой первый гол за «Мирандес». По окончании аренды игрок вернулся в «Эспаньол». 27 августа в поединке против «Мирандеса» Жофре забил свой первый гол за клуб. По итогам сезона он помог команде выйти в элиту.